# يان كوهن
يان كوهن (بالإنجليزية: Ian Cohen)‏ هو سياسي أسترالي، ولد في 5 يونيو 1951. حزبياً، نشط في The Greens NSW ‏. وقد انتخب عضو المجلس التشريعي نيو ساوث ويلز.